# Подгорний (Ростовська область)
Подго́рний (рос. Подгорный) — хутір у Матвієво-Курганському районі Ростовської області Росії. Входить до складу Великокірсановського сільського поселення.

## Географія
Географічні координати: 47°41' пн. ш. 38°53' сх. д. Часовий пояс — UTC+4.
Відстань до районного центру, селища Матвієв Курган, становить 17 км. Поблизу хутора протікає річка Міус.

### Урбаноніми
- вулиці — Підгірна[2].

## Населення
За даними перепису населення 2010 року на території хутора проживало 32 особи. Частка чоловіків у населенні складала 34,4% або 11 осіб, жінок — 65,6% або 21 особа.